# Кудрин, Иван Степанович
Иван Степанович Кудрин (21 ноября 1921, Колупаевка, Челябинская губерния — 4 мая 1994, Курган) — старший сержант Рабоче-крестьянской Красной Армии, участник Великой Отечественной войны, Герой Советского Союза (1941). После войны работал председателем Чинеевского сельского Совета Юргамышского района Курганской области, заместителем председателя промартели «Коллективист», рабочим Юргамышского элеватора «Заготзерно».

## Биография
Иван Степанович Кудрин родился 21 ноября 1921 года в крестьянской семье в деревне Колупаевка Малобеловодского сельсовета Мало-Беловодской волости Челябинского уезда Челябинской губернии, ныне деревня входит в Кислянский сельсовет Юргамышского района Курганской области. Отец умер когда Ивану шёл третий год. Мать Аксинья (Ксения) Ивановна была инвалидом, могла работать только сторожем, в семье 4 детей. Старшие сестры Ксения и Марфа.
Окончил три класса школы, после чего работал в колхозе  «Первое мая», в 1937 году окончил курсы трактористов, с 1940 года работал трактористом в Кислянской машинно-тракторной станции Юргамышского района. Член ВЛКСМ.
В мае 1941 года был призван на службу в Рабоче-крестьянскую Красную Армию. В первые дни Великой Отечественной войны на фронт попасть не удалось. Танковая часть, в которой служил рядовой Кудрин, убыла на фронт. А он с группой бойцов был направлен в Ленинград получать новые танки «КВ». С лета 1941 года — на фронтах Великой Отечественной войны, был механиком-водителем танка 46-го танкового полка 46-й танковой бригады 7-й отдельной армии Ленинградского фронта. Отличился во время боёв под Ленинградом.
1 октября 1941 года участвовал в бою в районе деревни Озерки Подпорожского района Ленинградской области. Его танк оторвался от основных сил и увяз в болоте. Противник предпринял попытку захватить обездвиженную машину, но экипаж танка успешно отразил атаку, уничтожив 1 артиллерийское орудие и несколько вражеских солдат. 2 октября при попытке доставить донесение своим погиб стрелок-радист Гавриил Макарович  (по другим данным Георгий) Скакунов (1920—1941), и тогда вместо него был отправлен И. Кудрин. В это время были убиты командир танка младший лейтенант Гольцев (по другим данным Голицын или Галицын) и башенный стрелок сержант Сергей Лебедев. Несмотря на полученное ранение (два сквозных пулевых в легкое и в шею), И. Кудрин вернулся в танк и в течение пяти дней, невзирая на голод и жажду, отбивал вражеские атаки до подхода советских танков. Разбитый танк извлекли из болота и на буксире увезли в тыл. Кудрина отправили в госпиталь. Из госпиталя боец вышел только через три месяца.
Указом Президиума Верховного Совета СССР от 20 ноября 1941 года за «образцовое выполнение заданий командования на фронте борьбы с немецкими захватчиками и проявленные при этом отвагу и геройство» был удостоен звания Героя Советского Союза с вручением ордена Ленина и медали «Золотая Звезда».
В 1945 году вступил в ВКП(б), в 1952 году партия переименована в КПСС.
В августе 1945 года был демобилизован в звании старшего сержанта. Проживал и работал на родине. Работал председателем Чинеевского сельского Совета (Юргамышский район), заместителем председателя промартели «Коллективист», рабочим Юргамышского элеватора «Заготзерно».
С 1968 года на пенсии, жил в городе Кургане.
Иван Степанович Кудрин скончался 4 мая 1994 года, похоронен в селе Малое Белое Малобеловского сельсовета Юргамышского района Курганской области, ныне село входит в Кислянский сельсовет того же района и области.

## Награды
- Герой Советского Союза, 20 ноября 1941 года[5][6]
  - Орден Ленина
  - Медаль «Золотая Звезда» № 1206
- Орден Отечественной войны I степени, 6 апреля 1985 года[7]
- Медали, в том числе[4]:
  - Юбилейная медаль «Двадцать лет Победы в Великой Отечественной войне 1941—1945 гг.»;
  - Юбилейная медаль «50 лет Вооружённых Сил СССР».
- Почётный гражданин города Подпорожье Ленинградской области[8].

## Память
- В честь Кудрина названы улица и школа в Юргамыше[4].
- Имя упомянуто в списке Героев Советского Союза уроженцев Юргамышского района в часовне Иоанна Воина в Елизаветинском бору Юргамышского района Курганской области.